# Faustrecht der Freiheit
Faustrecht der Freiheit ist ein Filmdrama von Rainer Werner Fassbinder aus dem Jahr 1975. Der Film trägt die Widmung Für Armin und alle anderen.

## Handlung
Der Schausteller Franz Bieberkopf tritt unter dem Künstlernamen Fox, der tönende Kopf auf Rummelplätzen auf. Nach der Verhaftung seines Arbeitgebers und Lebensgefährten Klaus ist er arbeitslos, abgebrannt und allein. Immerhin kann er in München bei seiner älteren Schwester Hedwig unterkommen, einer alternden Prostituierten, die ebenfalls allein und alkoholabhängig ist. Allerdings glaubt Franz fest daran, eines Tages im Lotto zu gewinnen. An einem Freitag lernt er in einer Klappe Max kennen, einen vermögenden Antiquitätenhändler, klaut einem Blumenhändler die nötigen 10 Mark für den Wetteinsatz, gibt in letzter Minute den Schein ab und gewinnt tatsächlich 500.000 Mark im Lotto. Franz wird nun auch für Max’ ziemlich arrogante Freunde interessanter, darunter vor allem den Unternehmersohn Eugen.
Eugen, dessen Familienbetrieb vor dem Bankrott steht, sieht seine Chance gekommen. Er lässt sich mit dem Proletarier Franz ein, trennt sich von seinem bisherigen Freund, dem Boutiquenbesitzer Philipp, und überredet Franz, die Buchbinderei und Druckerei seines Vaters finanziell zu unterstützen. Auch die gemeinsam bezogene Eigentumswohnung und ein Urlaub in Marokko (der eher Beziehungszwist als Erholung bringt) wird von Franz bezahlt. Eugen versucht sich als Lehrer, um Franz die Verhaltensweisen und den Lebensstil gehobener Kreise beizubringen. Allerdings kommt es pausenlos zu kleineren und größeren Reibereien und Krisen, sei es wegen der Tischmanieren, der Beziehung zu Eugens Eltern oder vielerlei weiteren Kleinigkeiten. Die Wohnungseinweihungsparty platzt schließlich, als Franz’ schwer betrunkene Schwester Hedwig die versammelte Runde hauptsächlich homosexueller Männer beschimpft. Mit immer neuen Mitteln gelingt es Eugen, seinen gutgläubigen Freund auszunutzen. Franz arbeitet als Ungelernter in der Firma mit, gegen einen Monatslohn von 5.000 DM, die Rückzahlung seines Darlehens. Eines Tages entsteht durch Franz’ Verschulden ein Schaden von über 100.000 Mark, als Ausschuss-Broschüren hergestellt werden. Schließlich überschreibt Franz Eugen pro forma die Eigentumswohnung, um der Bank für die nun in höchster Gefahr befindliche Firma Thiess eine Sicherheit zu bieten. Als Eugen sich schließlich von Franz trennt – der schon ahnte, dass ihn dieser nur benutzte und im Grunde nie für voll nahm – hat er fast alles verloren, selbst die Wohnung befindet sich nicht mehr in seinem Besitz; dort wohnt nun Philip. In seiner alten Stammkneipe erleidet er einen Schwächeanfall; Franz’ Bekannte sehen ihre Skepsis bestätigt, dass er mit dem bekotzten Jungunternehmer Eugen überhaupt etwas angefangen hat. Mit Mühe bekommt Franz von einem Gebrauchtwagenhändler noch achttausend Mark für den kürzlich angeschafften Sportwagen.
So begeht der völlig verzweifelte Franz in der menschenleeren U-Bahn-Station Marienplatz mit einer Überdosis Valium (das ihm der Arzt wegen Herzschmerzen verschrieben hatte) Selbstmord. Zwei Jugendliche finden ihn. Sie fleddern seine Leiche, nehmen die paar tausend Mark und sogar Franz’ Jeansjacke mit. Max und Klaus, die zufällig vorbeikommen (der Antiquitätenhändler und der Kleinkriminelle waren bei der Party in der Wohnung geschäftlich in Kontakt gekommen) und die Leiche entdecken, gehen schnell weiter, um nicht in die Sache verwickelt zu werden.

## Hintergrund
Der Film feierte seine Premiere am 30. Mai 1975 bei den Internationalen Filmfestspielen von Cannes und kam am 6. Juni in die westdeutschen Kinos. Das Budget des Films betrug 450.000 Deutsche Mark. Gedreht wurde an 21 Drehtagen im April und Juni 1974 in München und Marrakesch.
Der Name Franz Bieberkopf stammt aus Alfred Döblins Roman Berlin Alexanderplatz (dort allerdings in der Schreibweise Biberkopf), den Fassbinder 1980 verfilmte (siehe Berlin Alexanderplatz (Fernsehverfilmung)).
Peter Chatel bemerkte zu seiner und Fassbinders Rolle in Faustrecht der Freiheit: „Das Kuriose ist, die Figur, die ich spiele, ist ja er, die Person, die ausbeutet. Das was er spielt, ist das, wie er sich gern gehabt hätte, das zarte, sensible Proletarierkind, das er ja nicht war.“

## Kritiken
- Lexikon des internationalen Films: „Eine im Homosexuellen-Milieu angesiedelte Geschichte über die Ausbeutung von Gefühlen, schwankend zwischen Melodram und ironischer Dialektik. Gleichzeitig eine sehr persönliche Standortsuche Rainer Werner Fassbinders und in gewisser Hinsicht Ergänzung und Gegenstück zur kurz zuvor entstandenen, kühl-distanzierten Effi Briest.“

- Frankfurter Allgemeine Zeitung: „Eine männliche Version der Petra von Kant-Story. Faustrecht der Freiheit ist in einem direkten plakativen Stil gedreht. Aus seinen überzeichneten Kontrasten entsteht eine neue Wirklichkeit, die verblüfft. Seine stärksten Effekte bezieht der Film aus diesem Franz Biberkopf Fassbinderscher Prägung, der in den stummen Momenten des zweiten Teils erschüttert.“

- Ulrich Behrens in der filmzentrale: „[Der Film ist] eine ansonsten selten gesehene Kritik an den Mechanismen unserer Gesellschaft, tiefgreifend bis in die Einzelheiten der emotionalen und ökonomischen Ausbeutung, der Ausbeutung der Gefühle ebenso wie der Verfestigung der bestehenden Strukturen – und obwohl melodramatisch, dennoch nie rührselig. ‚Faustrecht der Freiheit‘ ist vielleicht Fassbinders dramatischster Film in dem Sinne, dass er bis an die Grenzen des Erträglichen und damit bis in die letzten Winkel der Realität geht.“

- Für Hans Scheugl war der Film „nicht wirklich befriedigend“, die Handlung nicht wirklich überzeugend, vor allem die handelnden Figuren seien zu holzschnittartig: „Franz ist zu sehr der tumbe Tor, und die Leute, mit denen er zu tun hat, sind gar zu einseitig böse. Es ist nicht ganz klar, was Fassbinder mit dem Film eigentlich wollte.“ Sein Talent zur „Beobachtung kleinster Details“ komme „in der stilisierten Künstlichkeit der ‚Bitteren Tränen‘ besser zur Geltung als im naturalistischen Kontext von ‚Faustrecht‘.“[3]

## Theateradaptionen
- Freies Werkstatt-Theater (Regie: Ulrich Hub), Köln, seit Oktober 2012.[4][5]